# Nuncia grandis
Nuncia grandis is een hooiwagen uit de familie Triaenonychidae.